# Aerides
Die Gattung Aerides aus der Familie der Orchideen (Orchidaceae) besteht aus etwa 29 Arten. Die Pflanzen wachsen epiphytisch, sie kommen im tropischen Südostasien vor. Wegen ihrer attraktiven Blüten werden sie gelegentlich kultiviert.

## Beschreibung
Die Aerides-Arten wachsen monopodial. Die Sprossachse ist aufrecht, gelegentlich an der Basis etwas niederliegend und mit der Spitze wieder aufwärts weisend. Sie ist dicht mit zweizeilig angeordneten Laubblättern sowie mit dicken Luftwurzeln besetzt. Die Blätter sind linealisch, im Querschnitt flach oder v-förmig, ledrig bis leicht sukkulent. Die Blattspitze ist leicht eingezogen, so dass am Ende kleine Blattlappen entstehen.

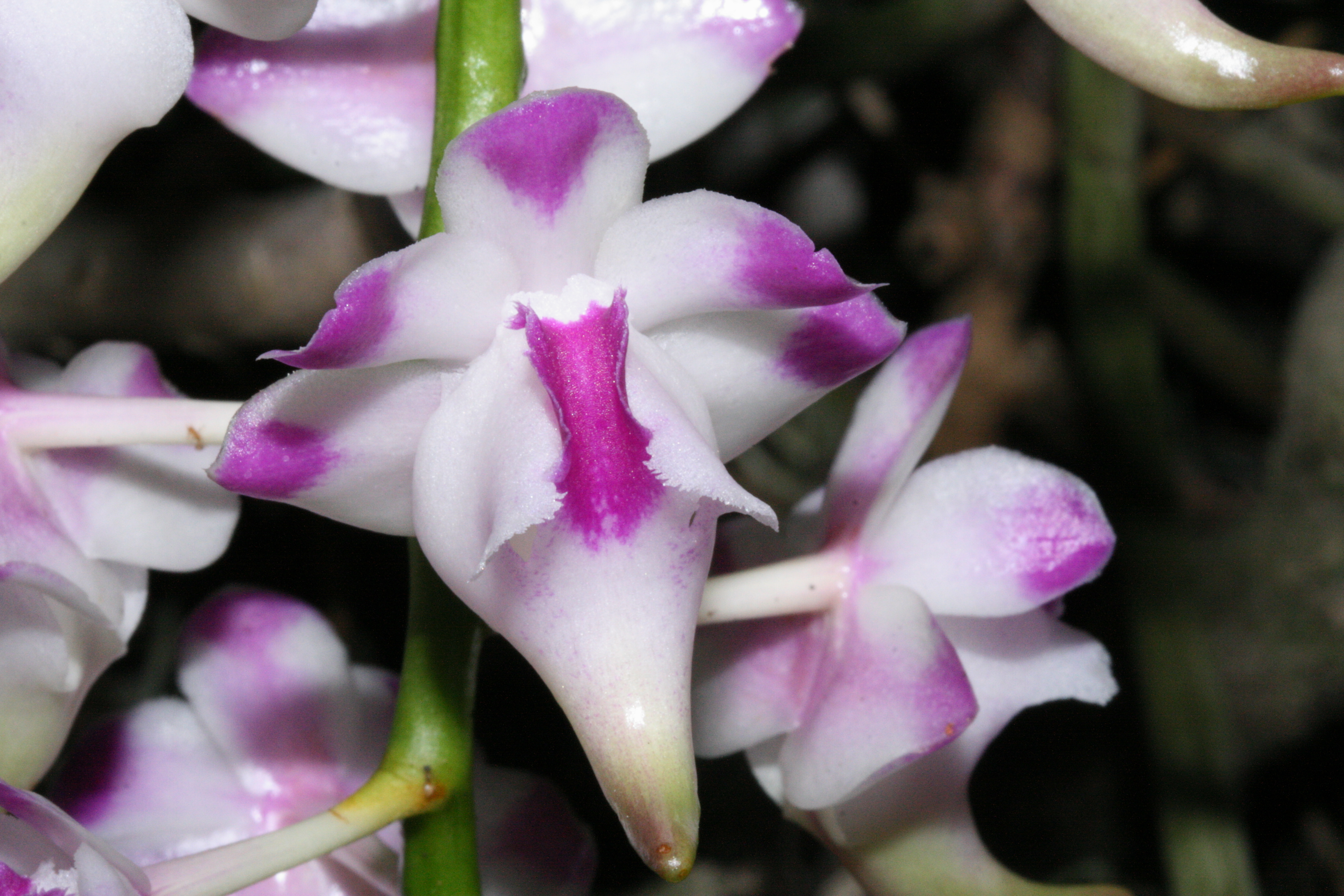
Aerides lawrenciae

Die dicht mit vielen Blüten besetzten Blütenstände entspringen seitlich aus den Blattachseln. Es sind Trauben oder wenig verzweigte Rispen. Sie stehen meist leicht übergeneigt, selten aufrecht. Die resupinierten Blüten sind weiß, rosa oder rot gefärbt. Bis auf die Lippe sind die Blütenblätter ungefähr gleich geformt. Die seitlichen Sepalen sind etwas größer und setzen, ebenso wie die Lippe, am Säulenfuß an. Die Lippe ist ungelappt oder dreilappig, die Seitenlappen stehen aufrecht und sind bei einigen Arten mit der Säule verwachsen. Die Lippe bildet an der Basis einen Sporn, dieser ist meist gebogen und konisch zulaufend. Im Innern befinden sich bei einigen Arten Schwielen („Saftdeckel“). Die Säule ragt über die Ansatzstelle am Fruchtknoten hinaus (Säulenfuß). Am Ende der länglichen Säule befindet sich das Staubblatt mit zwei Pollinien. Diese sind rundlich, etwas eingeschnitten und über ein langes Stielchen mit der halbkreis- bis herzförmigen Klebscheibe (Viscidium) verbunden. Ein zweigelapptes Rostellum trennt das Staubblatt von der eingesenkten Narbe.

## Verbreitung
Die Arten der Gattung Aerides sind im tropischen Asien verbreitet. Im Nordwesten zieht sich das Areal entlang des Himalaya-Südhanges, nach Südosten werden Südchina, Hinterindien, die Philippinen und Indonesien besiedelt, im Südosten reicht das Verbreitungsgebiet bis Neuguinea. Das größte Verbreitungsgebiet hat Aerides odorata vom Himalaya bis zu den Philippinen. Auf Sulawesi ist die Gattung mit sechs Arten, auf den Philippinen mit vier vertreten.
Es sind epiphytisch wachsende Pflanzen saisonal trockener tropischer Wälder.

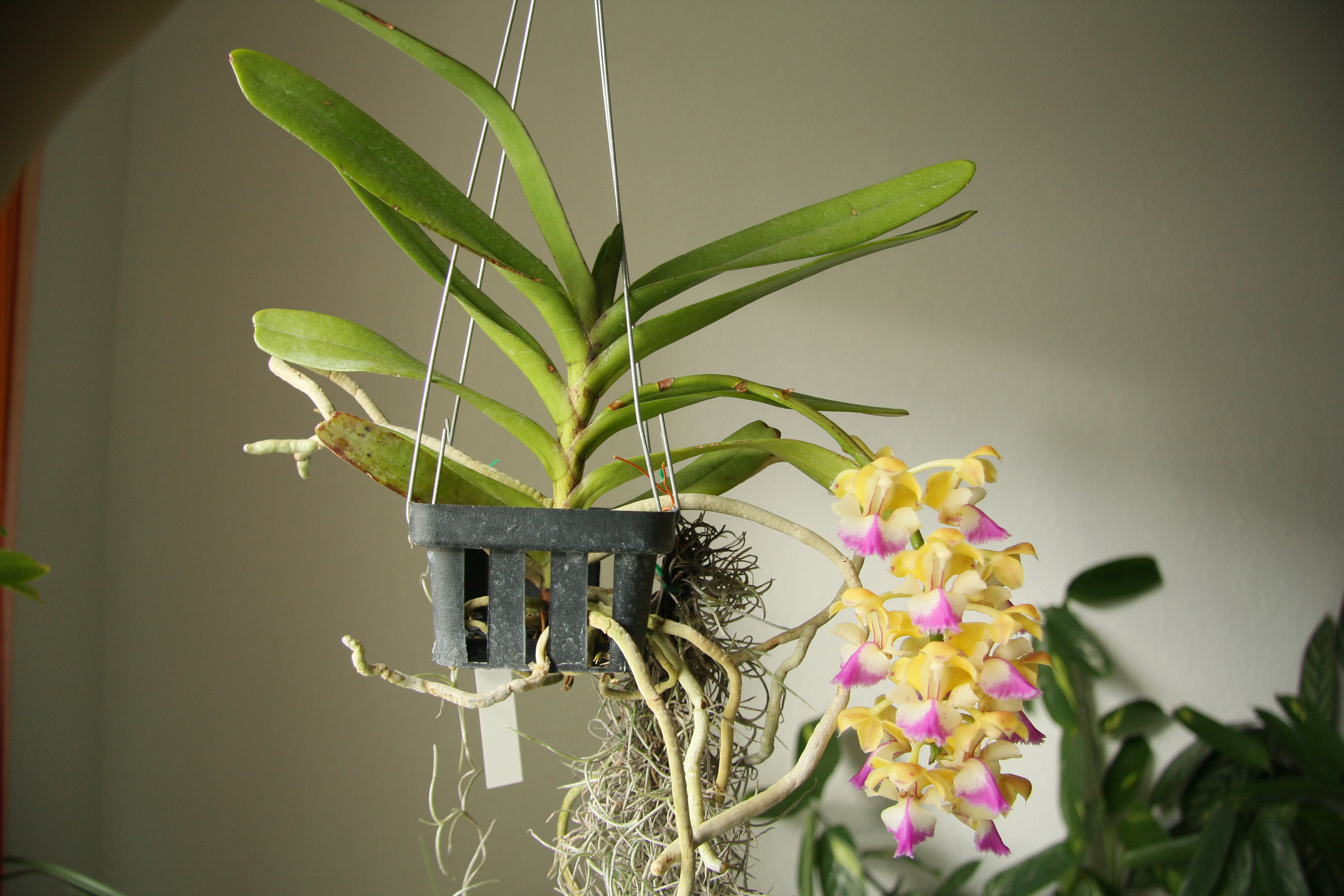
Aerides houlletiana

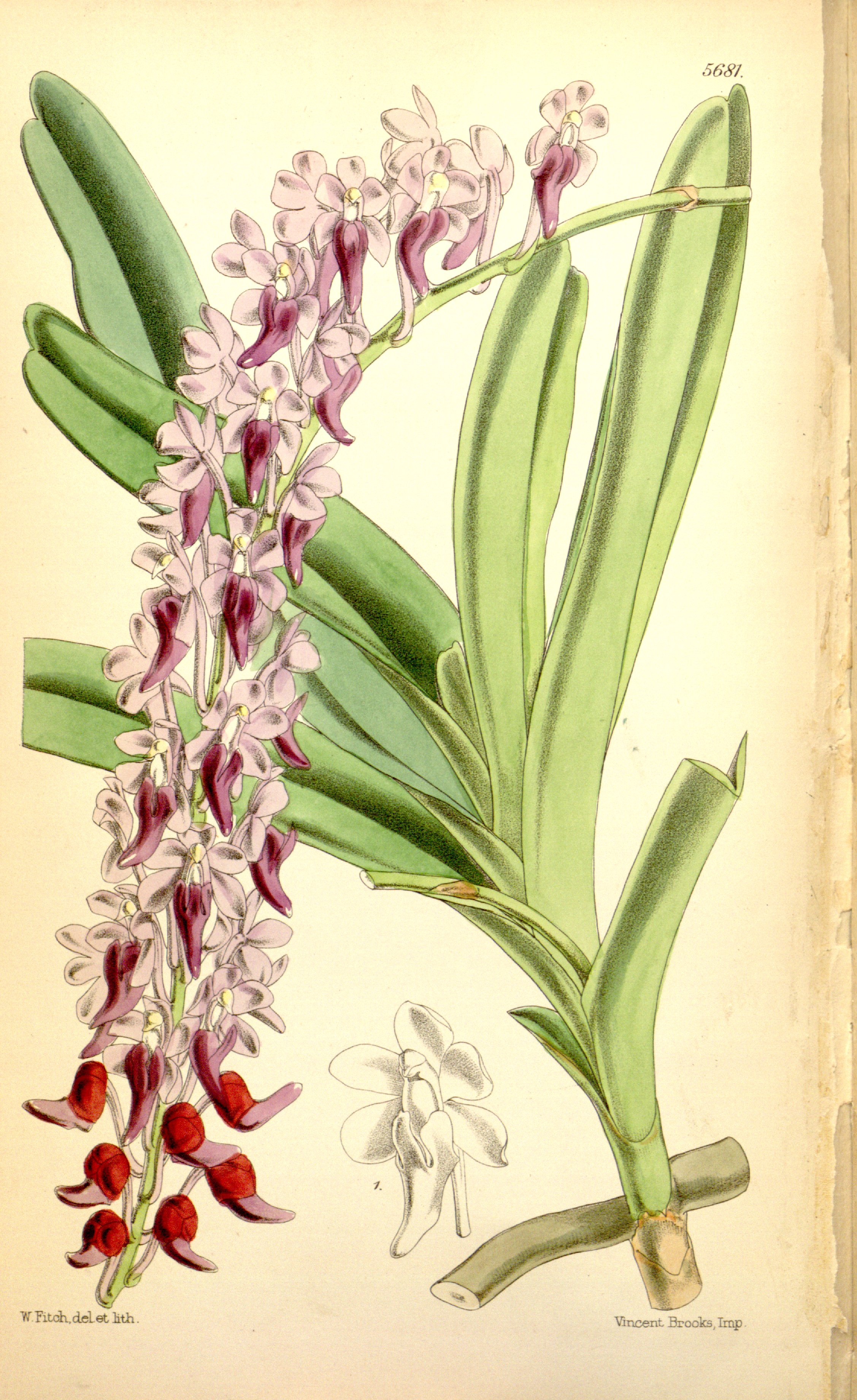
Illustration von Aerides huttonii

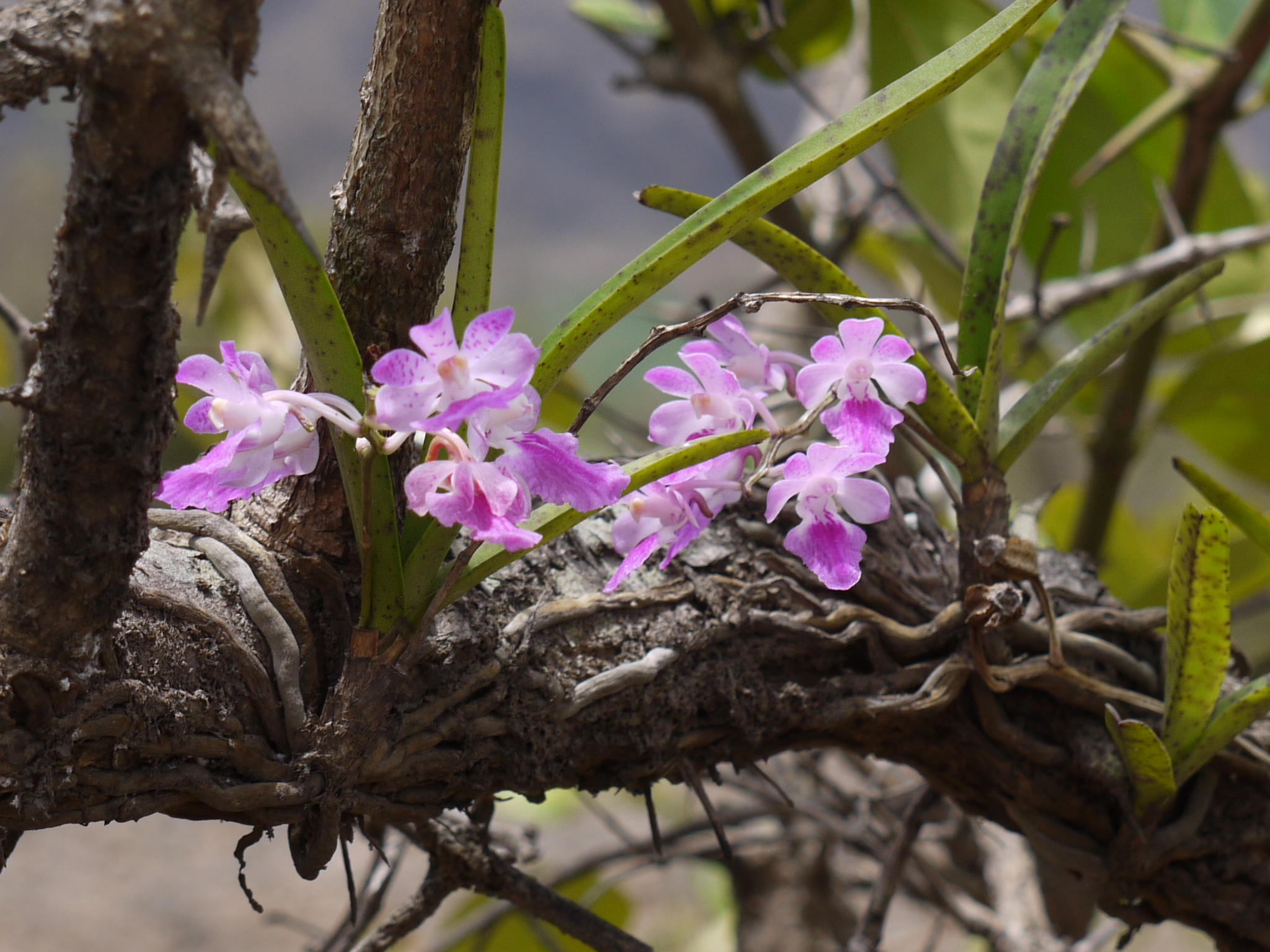
Aerides maculosa

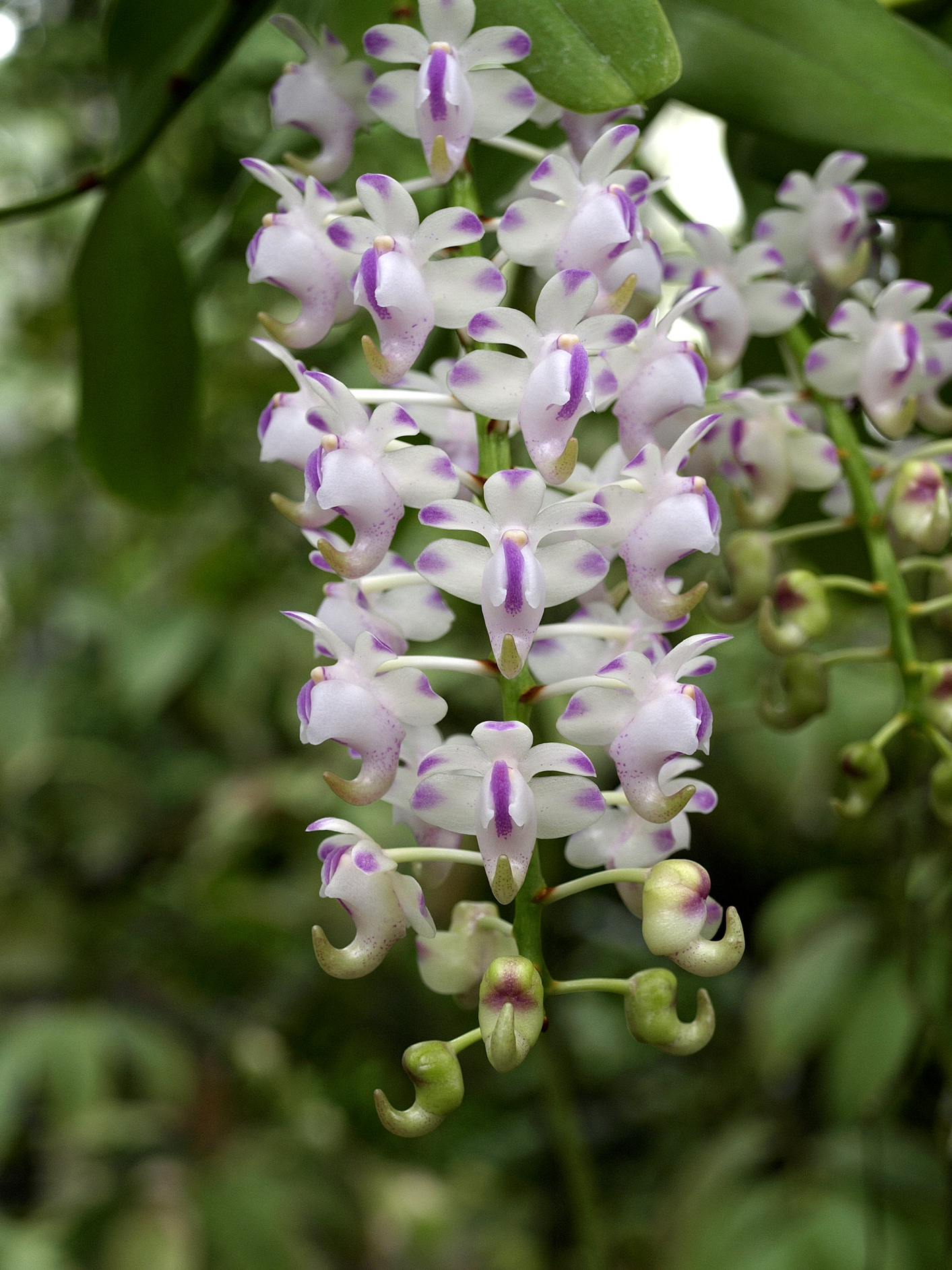
Aerides odorata

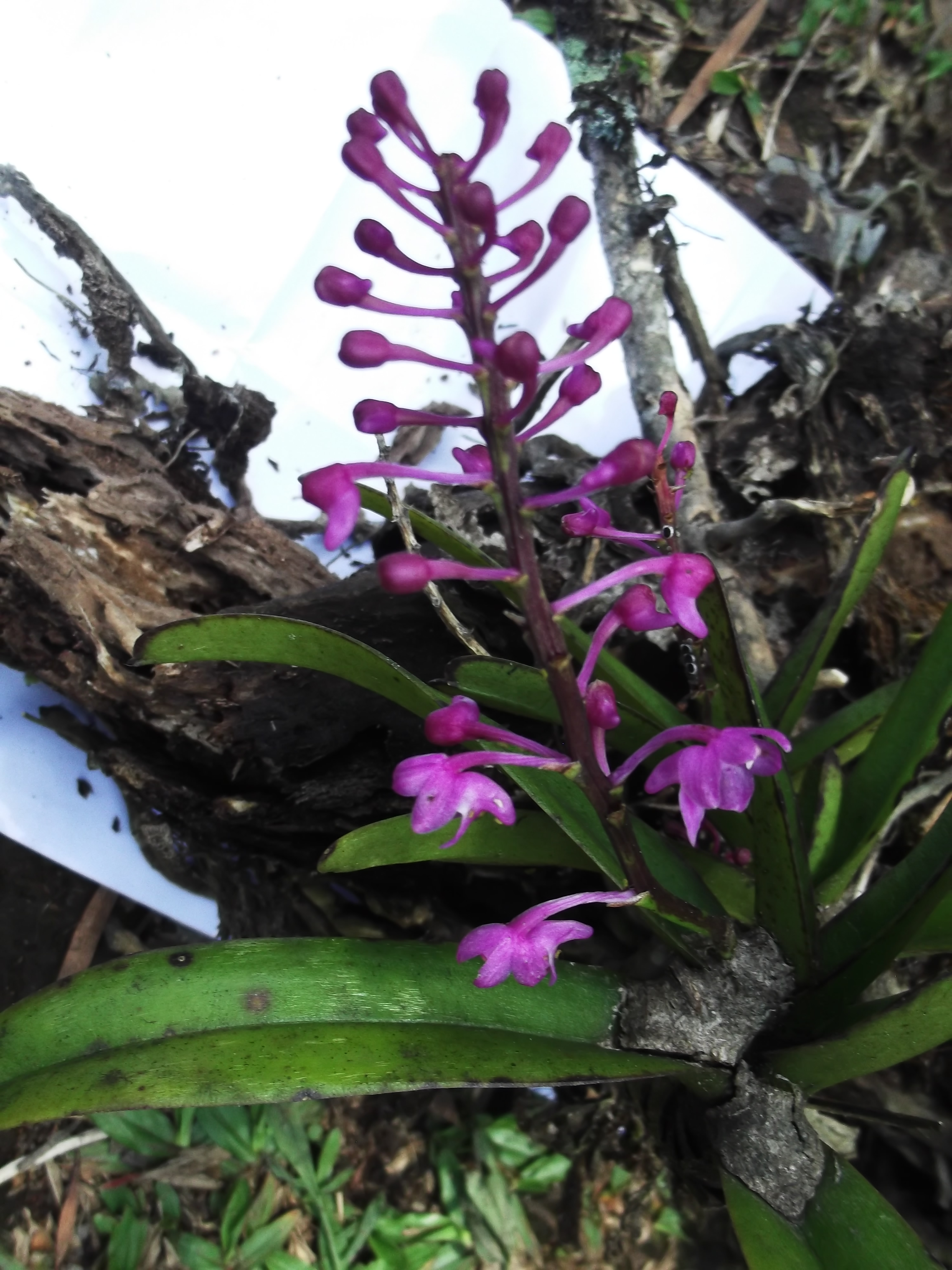
Aerides ringens

## Systematik und botanische Geschichte
Die Gattung Aerides wird zur Subtribus Aeridinae gezählt. Die nächst verwandten Gattungen innerhalb der Subtribus sind unklar. Verschiedene genetische Untersuchungen kamen zu unterschiedlichen Ergebnissen. Verwandte Gattungen könnten entweder in einer Gruppe um Vanda im weiteren Sinne, Luisia und Holcoglossum zu finden sein, oder in einer Gruppe aus Stereochilus, Smitinandia, Vandopsis, Pomatocalpa, Rhynchostylis und Thrixspermum. Kreuzungen wurden mit zahlreichen verwandten Gattungen erzielt.
Die Gattung lässt sich in drei Sektionen unterteilen:
- Sektion Aerides mit gelenkig verbundener, dreilappiger Lippe, deutlichem Säulenfuß und einer Schwiele innerhalb des Sporns
- Sektion Crispae, ohne diese Schwellung im Sporn
- Sektion Fieldingia mit einlappiger, fest verbundener Lippe, Säulenfuß nur undeutlich ausgebildet.

Aerides wurde schon 1790 von João de Loureiro in Flora cochinchinensis Band 2, Seite 525 erstbeschrieben. Der Name leitet sich von aer, „Luft“, ab und bezieht sich auf den epiphytischen Wuchs. In der Folgezeit wurden viele Arten in diese Gattung gestellt, die später wieder abgetrennt wurden. Es existiert die hohe Anzahl von 200 beschriebenen Artnamen, von denen 26 die Gattung nach heutigem Verständnis ausmachen.
Die Arten der Gattung Aerides:
- Aerides augustiana Rolfe: Philippinen
- Aerides crassifolia C.S.P.Parish ex Burb.: Assam bis Indochina
- Aerides crispa Lindl.: Westliches Indien
- Aerides emericii Rchb.f.: Andamanen und Nikobaren
- Aerides falcata Lindl. & Paxton: Südöstliches Yunnan bis Indochina
- Aerides houlletiana Rchb.f.: Thailand, Kambodscha, Laos, Vietnam
- Aerides huttonii (Hook.f.) H.J.Veitch: Nordöstliches Sulawesi
- Aerides inflexa Teijsm. & Binn.: Borneo bis Sulawesi
- Aerides krabiensis Seidenf.: Thailand und Malaysia
- Aerides lawrenciae Rchb.f.: Philippinen
- Aerides leeana Rchb.f.: Philippinen
- Aerides macmorlandii B.S.Williams: Indien
- Aerides maculosa Lindl.: Indien
- Aerides magnifica Cootes & W.Suarez: Philippinen
- Aerides migueldavidii Cootes, Cabactulan & Naive: Philippinen
- Aerides multiflora Roxb.: Himalaja bis Indochina
- Aerides odorata Lour.: China bis tropisches Asien
- Aerides orthocentra Hand.-Mazz.: Yunnan
- Aerides phongthuyii Aver. & V.C.Nguyen: Die 2019 erstbeschriebene Art kommt in Vietnam vor.[1]
- Aerides quinquevulnera Lindl. : Philippinen
- Aerides ringens (Lindl.) C.E.C.Fisch.: Indien und Sri Lanka
- Aerides roebelenii Rchb.f.: Philippinen
- Aerides rosea Lodd. ex Lindl. & Paxton: Östlicher Himalaja bis südliches China und Indochina
- Aerides rubescens (Rolfe) Schltr.: Vietnam
- Aerides savageana Sander ex H.J.Veitch: Philippinen
- Aerides shibatiana Boxall ex Náves: Philippinen
- Aerides sukauensis Shim: Sabah
- Aerides thibautiana Rchb.f.: Sulawesi
- Aerides timorana Miq.: Timor

## Weiterführendes
- Liste der Orchideengattungen